# Saint-Aquilin-de-Pacy
Saint-Aquilin-de-Pacy is een plaats en voormalige gemeente in het Franse departement Eure in de regio Normandie en telt 529 inwoners (1999). De plaats maakt deel uit van het arrondissement Évreux. Op 1 januari 2017 is de gemeente opgegaan in de aangrenzende gemeente Pacy-sur-Eure.

## Geografie
De oppervlakte van Saint-Aquilin-de-Pacy bedraagt 8,4 km², de bevolkingsdichtheid is 63,0 inwoners per km².
De onderstaande kaart toont de ligging van Saint-Aquilin-de-Pacy met de belangrijkste infrastructuur en aangrenzende gemeenten.

## Demografie
Onderstaande figuur toont het verloop van het inwonertal (bron: INSEE-tellingen).